# Mikołajki (stacja kolejowa)
Mikołajki – nieczynna stacja kolejowa w Mikołajkach, w województwie warmińsko-mazurskim, w Polsce. Znajdują się tu dwa ziemne perony. Dworzec z pomieszczeniami obsługi podróżnych i pomieszczeniami służbowymi, m.in. nastawnią dysponującą. 
W okresie letnim obowiązywania rozkładu jazdy pociągów w latach 1997–2003 na stacji zatrzymywały się pociągi międzynarodowe Mare Balticum rel. Ełk – Berlin-Lichtenberg.

Stacja nie funkcjonuje od roku 2009.

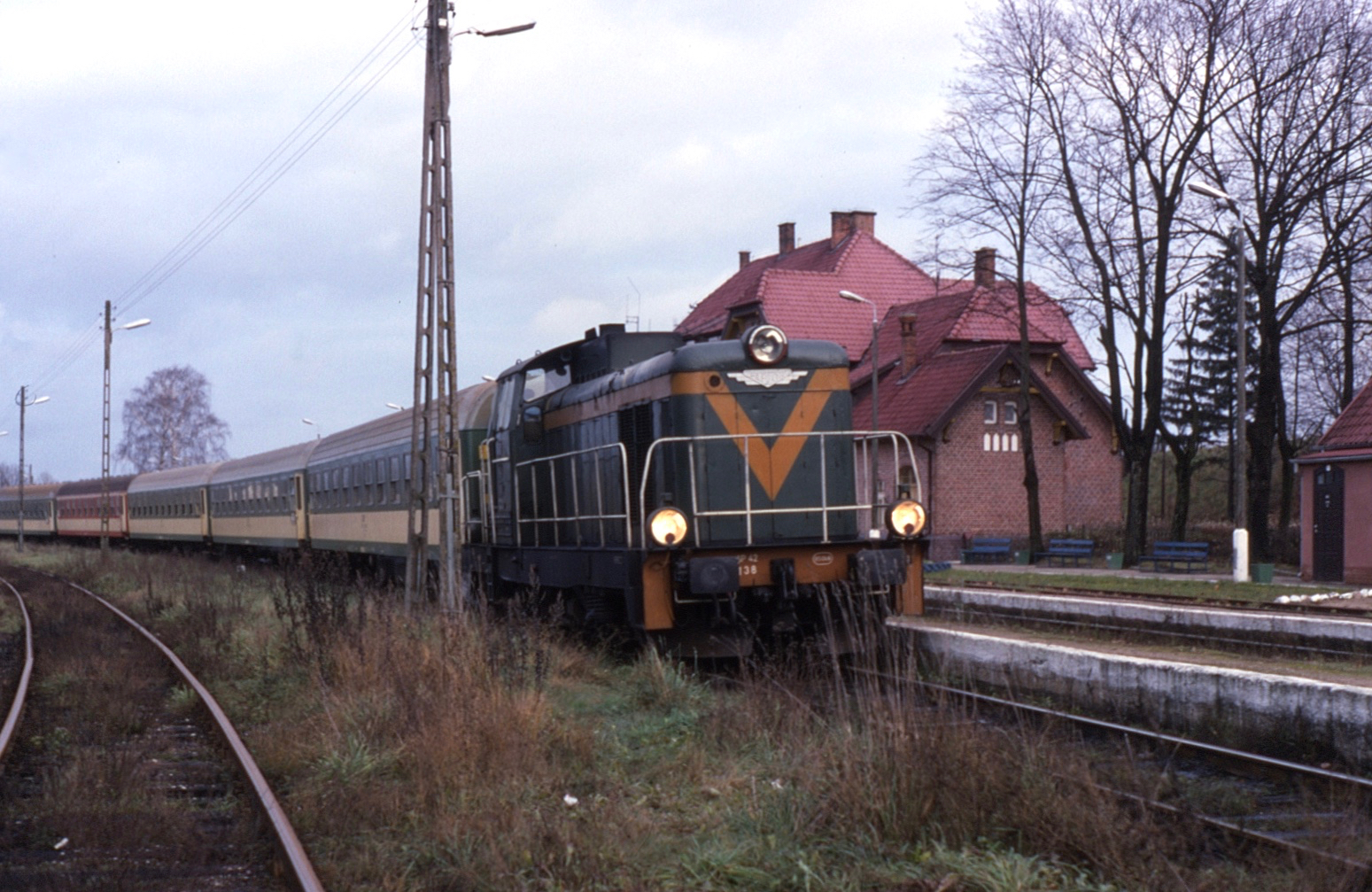
Pociąg pasażerski na stacji Mikołajki
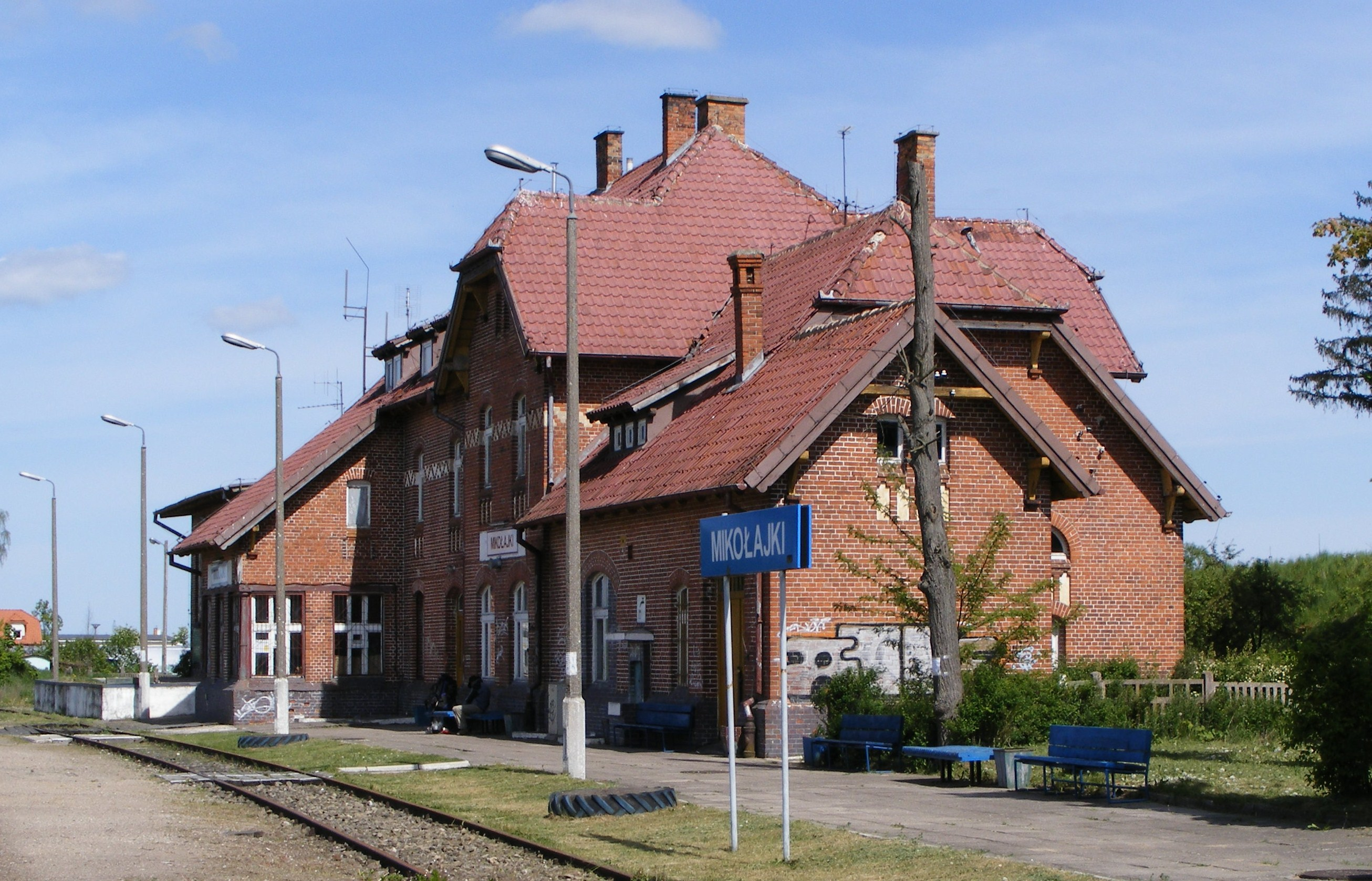
Widok na stację
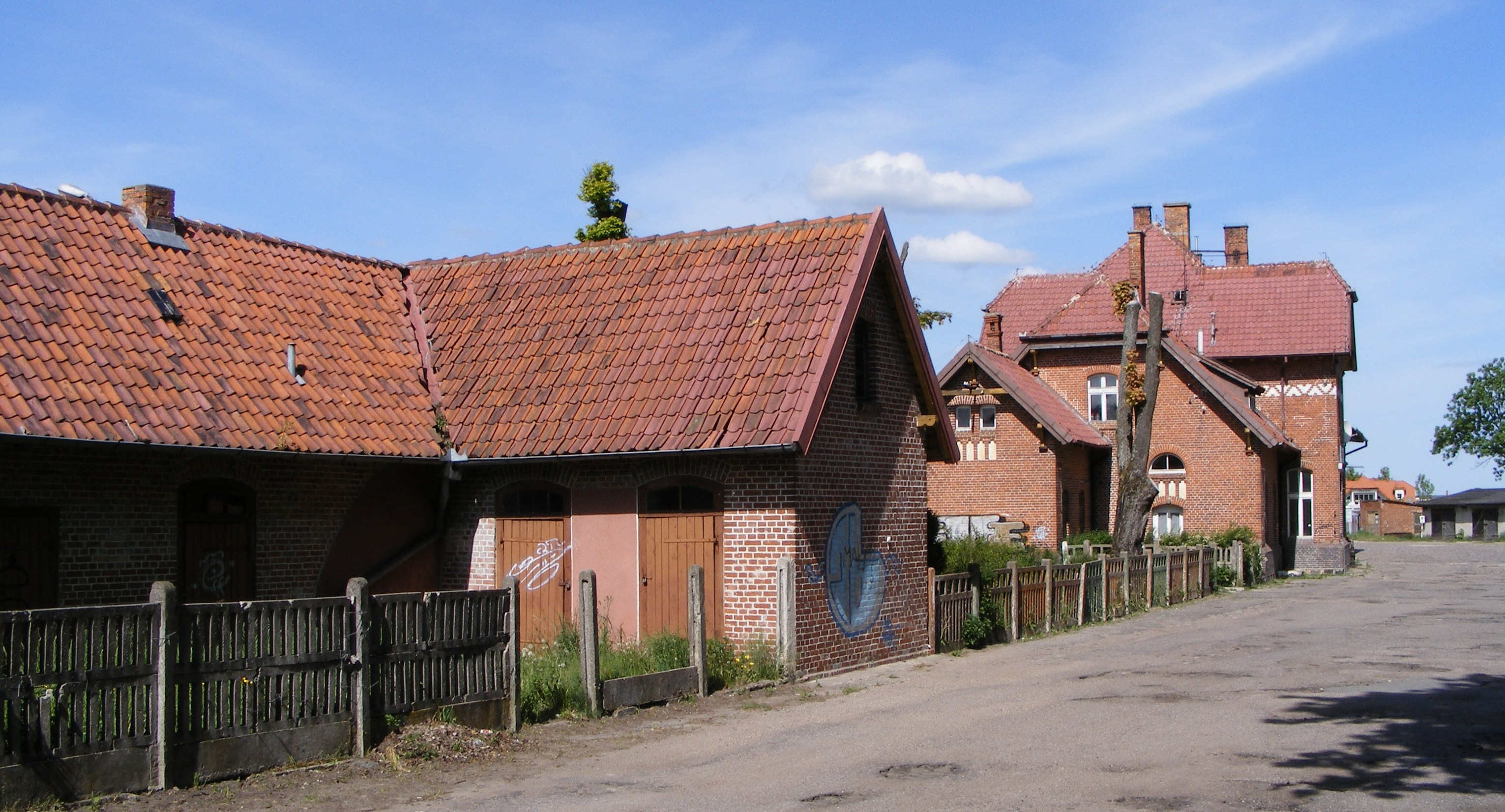
Zabudowania stacyjne
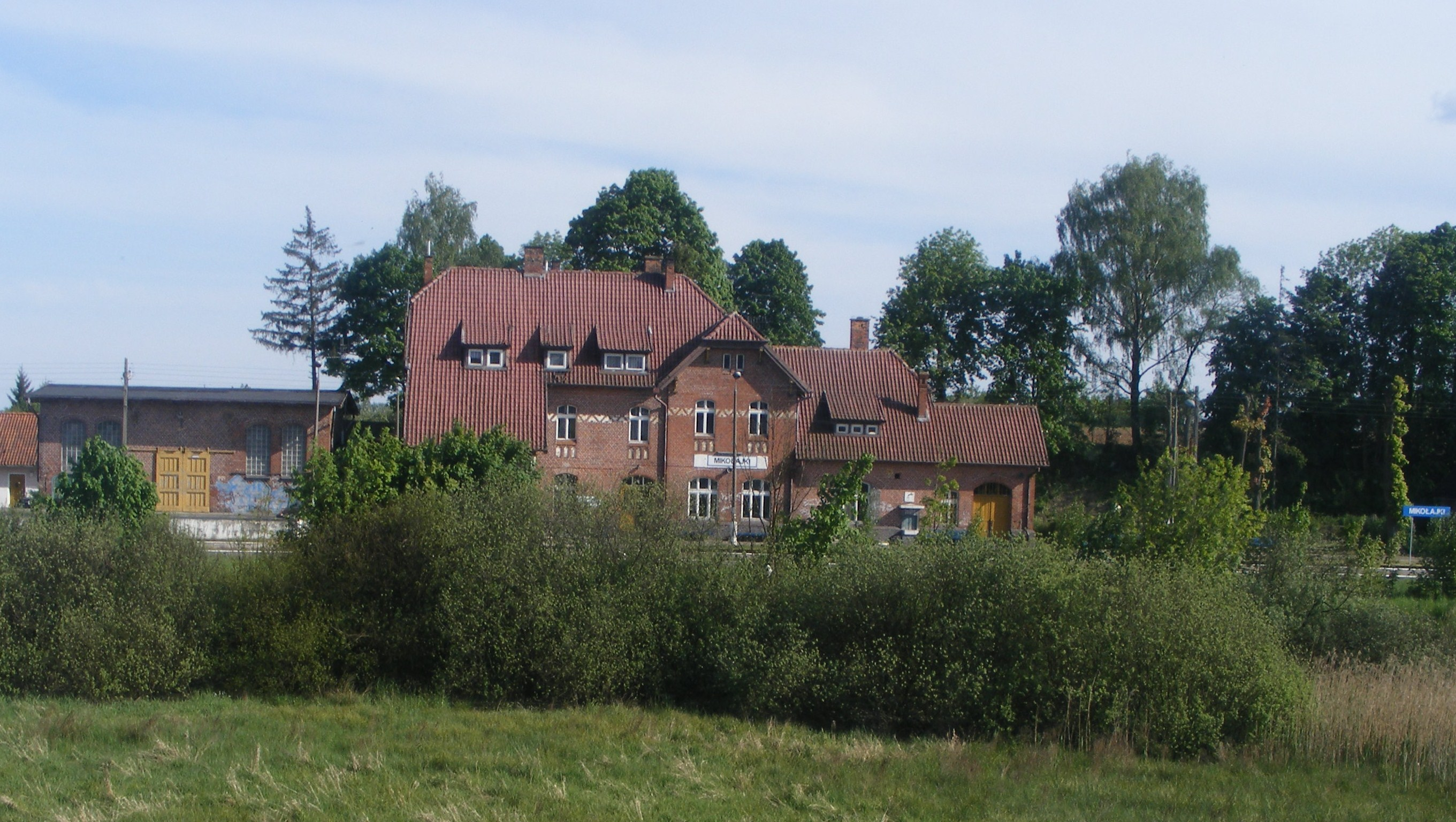
Dworzec
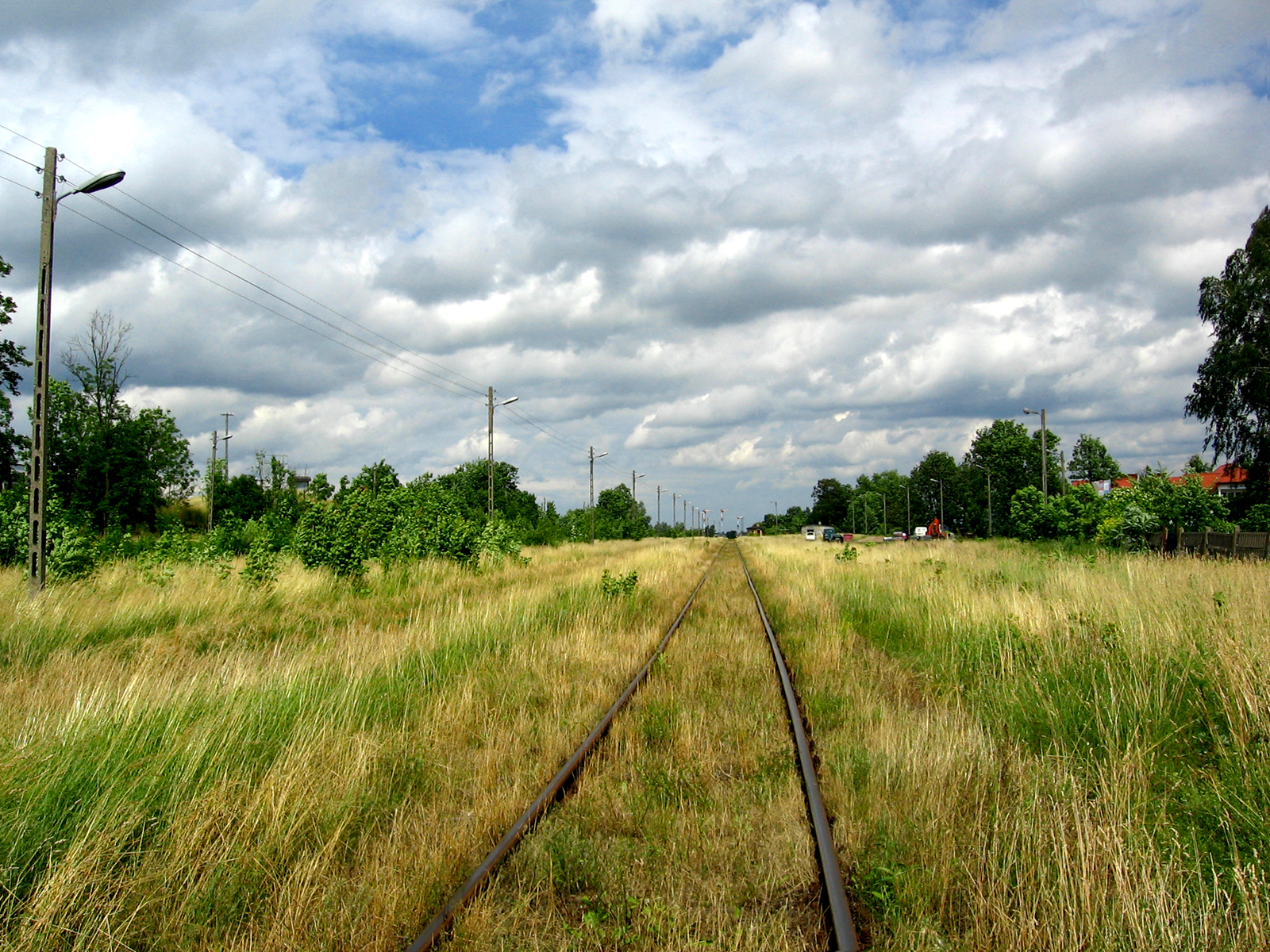
Widok ogólny